# Hannawa Falls (Nueva York)
Hannawa Falls es un lugar designado por el censo (en inglés, census-designated place, CDP) situado en el condado de St. Lawrence, estado de Nueva York, Estados Unidos. Según el censo de 2020, tiene una población de 975 habitantes.

## Geografía
La localidad está ubicada en las coordenadas 44°36′02″N 74°58′31″O / 44.60056, -74.97528 (44.600678, -74.97536).